# Peștera Muierii

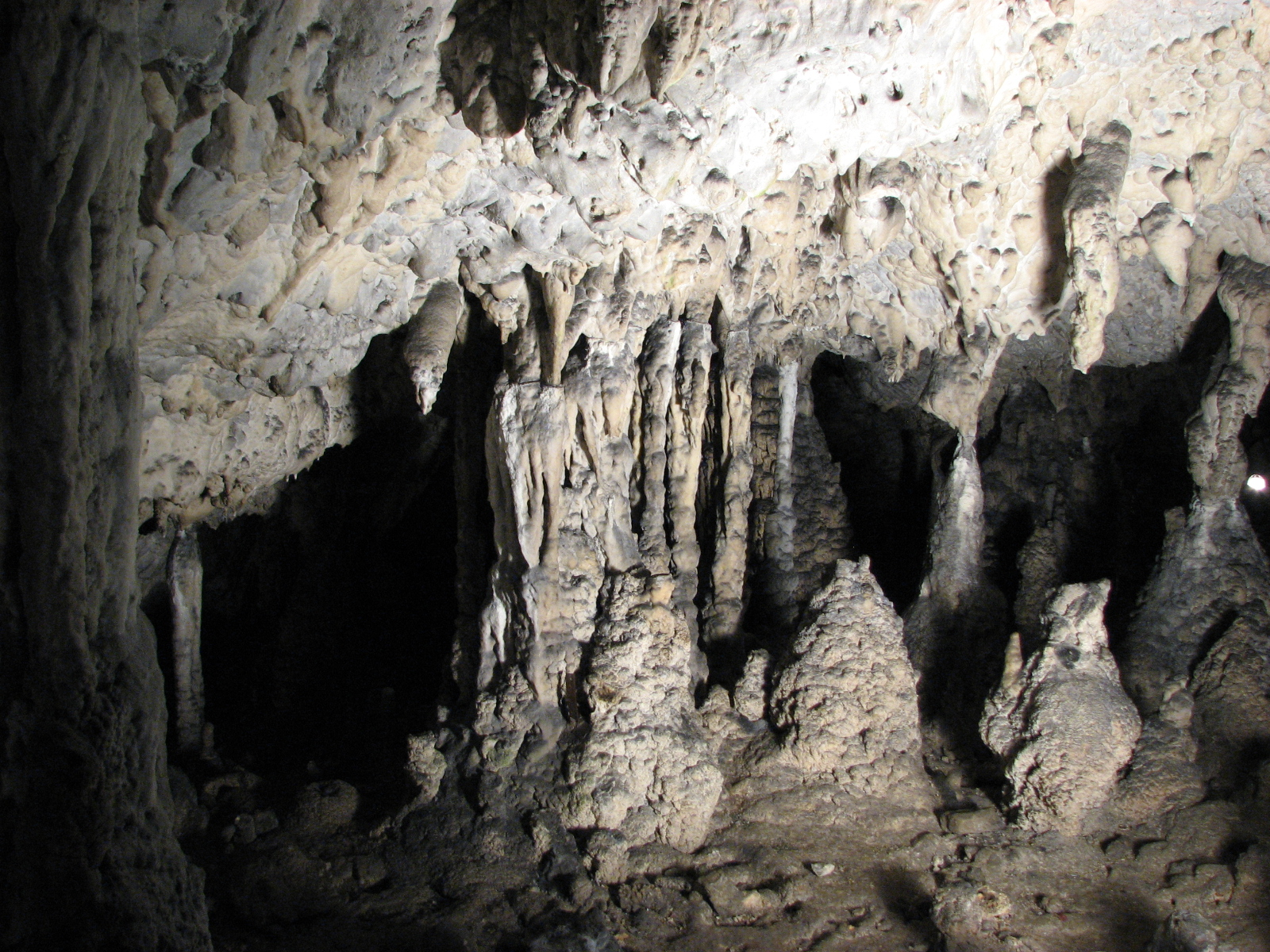
Stalaktiten und Stalagmiten in der Peştera Muierii („Frauen-Höhle“)

Peștera Muierii oder Peștera Muierilor (rumänisch für „Frauen-Höhle“; 45° 11' N, 23° 46' E) ist ein verzweigtes Höhlensystem in der Gemeinde Baia de Fier, Kreis Gorj, Rumänien, das seit 1929 archäologisch erforscht wird.

## Fossilienfunde
In dem Höhlensystem wurden Überreste von Höhlenbären sowie u. a. ein homininer Schädel („Muierii 1“) aus der Epoche des Jungpaläolithikums gefunden, der mittels Radiokarbon-Methode auf 30.150 ± 800 Jahre (uncalibriert) datiert wurde, was einem Alter von rund 35.000 Kalenderjahren (cal BP) entspricht. Der Schädel wurde 1952 entdeckt und wird dem anatomisch modernen Menschen (Homo sapiens) zugeordnet. Zusammen mit jüngeren Funden aus der Cioclovina-Höhle, die auf ein Alter von etwa 28.000 Jahren (uncalibriert) datiert wurden, sowie den Funden aus der Höhle Peștera cu Oase gehören sie zu den ältesten Funden des frühen Homo sapiens in Rumänien. Gleich alt datiert werden das Fragment eines Schädelknochens aus dem Bereich der Schläfe (Muierii 2) und ein teilweise erhaltenes Wadenbein (Muierii 3).
Der Schädel stammt von einer „robusten“ Frau mit „eindeutig moderner Morphologie“ (overwhelmingly modern morphology). Er besitzt einen kleinen Kiefer, eine hohe Stirn und – wie bei Homo sapiens üblich – keinen Überaugenwulst. Trotz des hohen Schädeldaches bildet das Hinterhauptbein eine deutliche Kuppel, eine ‚archaische‘ Eigenschaft, die auch bei Neandertalern vorkommt. Eine DNA-Analyse des Schädels Muierii 1 ergab im Jahr 2021, dass rund 3 Prozent der DNA mit jener von Neandertalern identisch ist; das entspricht einem Anteil, der auch bei anderen, ähnlich alten Fossilien nachgewiesen wurde. Zugleich wurde festgestellt, dass das Genom der Frau zwar Ähnlichkeiten mit dem der heutigen Europäer aufweist; die Frau gehörte jedoch nicht zu den direkten Vorfahren der heutigen Europäer, sondern zu den in der europäischen Forschungstradition als Cro-Magnon-Menschen bezeichneten Jägern und Sammlern des Jungpaläolithikums, deren Spuren sich nach dem Ende der letzten Kaltzeit infolge einer Zuwanderung aus Zentralasien verlieren.

## Belege
1. ↑  Soficaru A, Dobos A, Trinkaus E: Early modern humans from the Peştera Muierii, Baia de Fier, Romania. In: Proceedings of the National Academy of Sciences. 103. Jahrgang, Nr. 46, November 2006, S. 17196–201, doi:10.1073/pnas.0608443103, PMID 17085588, PMC 1859909 (freier Volltext), bibcode:2006PNAS..10317196S..
2. ↑  Eintrag Muierii 1, 2 und 3 in Bernard Wood (Hrsg.): Wiley-Blackwell Encyclopedia of Human Evolution. 2 Bände. Wiley-Blackwell, Chichester u. a. 2011, ISBN 978-1-4051-5510-6.
3. ↑  Cave fossils are early Europeans. Auf: BBC Science news vom 30. Oktober 2006.
4. ↑  Emma Svensson et al.: Genome of Peştera Muierii skull shows high diversity and low mutational load in pre-glacial Europe. In: Current Biology. Band 31, Nr. 14, 2021, S. 2973–2983, E9, doi:10.1016/j.cub.2021.04.045.
 The entire genome from Peştera Muierii 1 sequenced. Auf: eurekalert.org vom 20. Mai 2021.